# لوكاس بيتكوف
لوكاس بيتكوف (بالألمانية: Lukas Petkov)‏ هو لاعب كرة قدم ألماني وبلغاري، ولد في 1 نوفمبر 2000 في فريدبرغ في ألمانيا.

## وصلات خارجية
- لوكاس بيتكوف على موقع قاعدة بيانات كرة القدم.إي يو (الإنجليزية)
- لوكاس بيتكوف على موقع بيانات كرة القدم. دي إي (الألمانية)
- لوكاس بيتكوف على موقع Soccerbase.com (لاعب) (الإنجليزية)
- لوكاس بيتكوف على موقع Soccerway.com (الإنجليزية)
- لوكاس بيتكوف على موقع عالم كرة القدم.نت (الإنجليزية)